# Élections présidentielles sous la Cinquième République en Ille-et-Vilaine
Depuis l'adoption de la Constitution de la Cinquième République française en 1958, dix élections présidentielles ont eu lieu afin d'élire le président de la République. Cette page présente les résultats de ces élections en Ille-et-Vilaine.

## Synthèse des résultats du second tour
Jusqu'en 1981, l'Ille-et-Vilaine vote plus à droite que la France (Valéry Giscard d'Estaing arrive en tête du second tour en 1981), puis vote dans la tendance nationale. La tendance s'inverse en 2007 où le département place Ségolène Royal en tête devant Nicolas Sarkozy. En 2012 François Hollande obtient 4 points de plus qu'au niveau national. Emmanuel Macron obtient 11,5 points de plus en 2017 et obtient en 2022 12 points de plus par rapport à son score national.
| 2022 | Emmanuel Macron (70,94 %) (France : 58,55 %) | Marine Le Pen (29,06 %) (France : 41,45 %) | 78,10 % (France : 71,99 %) | 6,81 % (France : 6,23 %) |

| 2017 | Emmanuel Macron (77,67 %) (France : 66,10 %) | Marine Le Pen (22,33 %) (France : 33,90 %) | 79,61 % (France : 77,77 %) | 1,93 % (France : 2,47 %) |

| 2012 | François Hollande (55,71 %) (France : 51,64 %) | Nicolas Sarkozy (44,29 %) (France : 48,36 %) | 84,65 % (France : 80,35 %) | 1,87 % (France : 5,82 %) |

| 2007 | Nicolas Sarkozy (47,61 %) (France : 53,06 %) | Ségolène Royal (52,39 %) (France : 46,94 %) | 87,83 % (France : 83,97 %) | 1,27 % (France : 4,20 %) |

| 2002 | Jacques Chirac (89,82 %) (France : 82,21 %) | J.-M. Le Pen (10,18 %) (France : 17,79 %) | 74,4 % (France : 79,71 %) | 3,44 % (France : 3,38 %) |

| 1995 | Jacques Chirac (51,19 %) (France : 52,64 %) | Lionel Jospin (48,81 %) (France : 47,36 %) | 82,02 % (France : 78,38 %) | 2,85 % (France : 2,81 %) |

| 1988 | François Mitterrand (54,22 %) (France : 54,02 %) | Jacques Chirac (45,78 %) (France : 45,98 % %) | 82,96 % (France : 81,35 %) | 1,93 % (France : 2,00 %) |

| 1981 | François Mitterrand (45,82 %) (France : 51,76 %) | Valéry Giscard d'Estaing (54,18 %) (France : 48,24 %) | 82,59 % (France : 81,09 %) | 1,41 % (France : 1,62 %) |

| 1974 | Valéry Giscard d'Estaing (61,78 %) (France : 50,81 %) | François Mitterrand (38,22 %) (France : 49,19 %) | 85,54 % (France : 84,23 %) | 0,83 % (France : 0,92 %) |

| 1969 | Georges Pompidou (62,4 %) (France : 58,21 %) | Alain Poher (37,6 %) (France : 41,79 %) | 79,83 % (France : 77,59 %) | 1,22 % (France : 1,29 %) |

| 1965 | Charles de Gaulle (67,62 %) (France : 55,20 %) | François Mitterrand (32,38 %) (France : 44,80 %) | 85,33 % (France : 84,75 %) | 0,89 % (France : 1,01 %) |

|  | ▲ |

## Résultats détaillés par scrutin

### 2022
Arrivé en tête du premier tour, le président sortant Emmanuel Macron (27,85 %) affronte Marine Le Pen (23,15 %), un duel identique à celui du scrutin de 2017. C'est la deuxième fois qu'un second tour opposant les mêmes candidats à deux scrutins présidentiels consécutifs a lieu après ceux où se sont affrontés Valéry Giscard d'Estaing et François Mitterrand en 1974 et 1981.
En troisième position avec 21,95 % des voix, Jean-Luc Mélenchon réalise le score le plus élevé de ses trois candidatures et arrive largement en tête de la gauche, mais échoue à accéder au second tour, avec environ 400 000 voix de moins que Marine Le Pen.
Une nouvelle fois, les partis politiques traditionnels sont absents du second tour, dans des proportions encore plus importantes que lors de la précédente élection. Le Parti socialiste et Les Républicains, représentés respectivement par Anne Hidalgo et Valérie Pécresse, s'effondrent avec des scores historiquement faibles et n'atteignent pas le seuil des 5 %, condition permettant d'être remboursé des frais de campagne.
Le second tour voit Emmanuel Macron l'emporter par 58,55 % des suffrages exprimés, permettant ainsi au président sortant d'entamer un second mandat. 
En Ille-et-Vilaine, Emmanuel Macron arrive en tête du premier tour avec 34,50% des exprimés, suivi de Jean-Luc Mélenchon (22,20%), Marine Le Pen (17,06%) et Yannick Jadot (7,14%). Au second tour, les électeurs ont voté à 70,94% pour Emmanuel Macron contre 29,06% pour Marine Le Pen avec un taux de participation de 78,10% des inscrits.
| Candidats                | Candidats                | Partis                   | Premier tour | Premier tour | Second tour | Second tour |
| Candidats                | Candidats                | Partis                   | Voix         | %            | Voix        | %           |
| ------------------------ | ------------------------ | ------------------------ | ------------ | ------------ | ----------- | ----------- |
|                          | Emmanuel Macron          | LREM                     | 205 882      | 34,50        | 390 332     | 70,94       |
|                          | Jean-Luc Mélenchon       | LFI                      | 132 510      | 22,20        |             |             |
|                          | Marine Le Pen            | RN                       | 101 797      | 17,06        | 159 930     | 29,06       |
|                          | Yannick Jadot            | EELV                     | 42 613       | 7,14         |             |             |
|                          | Éric Zemmour             | REC                      | 27 463       | 4,60         |             |             |
|                          | Valérie Pécresse         | LR                       | 26 194       | 4,39         |             |             |
|                          | Jean Lassalle            | RES                      | 13 985       | 2,34         |             |             |
|                          | Anne Hidalgo             | PS                       | 13 973       | 2,34         |             |             |
|                          | Fabien Roussel           | PCF                      | 12 696       | 2,13         |             |             |
|                          | Nicolas Dupont-Aignan    | DLF                      | 10 560       | 1,77         |             |             |
|                          | Philippe Poutou          | NPA                      | 5 376        | 0,90         |             |             |
|                          | Nathalie Arthaud         | LO                       | 3 783        | 0,63         |             |             |
|                          |                          |                          |              |              |             |             |
| Votes valides            | Votes valides            | Votes valides            | 596 832      | 97,81        | 550 262     | 91,28       |
| Votes blancs             | Votes blancs             | Votes blancs             | 9 511        | 1,56         | 39 489      | 6,55        |
| Votes nuls               | Votes nuls               | Votes nuls               | 3 866        | 0,63         | 13 090      | 2,17        |
| Total                    | Total                    | Total                    | 610 209      | 100          | 602 841     | 100         |
| Abstention               | Abstention               | Abstention               | 161 427      | 20,92        | 169 029     | 21,90       |
| Inscrits / participation | Inscrits / participation | Inscrits / participation | 771 636      | 79,08        | 771 870     | 78,10       |

### 2017
Le premier tour de l'élection présidentielle de 2017 voit s'affronter onze candidats. Emmanuel Macron arrive en tête devant Marine Le Pen et tous deux se qualifient pour le second tour. Néanmoins, avec François Fillon et Jean-Luc Mélenchon, les scores des quatre candidats ayant recueilli le plus de voix sont serrés (4,43 points entre le 1er et le 4e). Pour la première fois, aucun des candidats des deux partis politiques pourvoyeurs jusque-là des présidents de la Ve République, n'est présent au second tour. Celui-ci se tient le dimanche 7 mai et se solde par la victoire d'Emmanuel Macron, avec un total de 20 753 798 bulletins de vote en sa faveur, soit 66,10 % des suffrages exprimés, face à la candidate du Front national, qui recueille 33,90 %. Le scrutin est néanmoins marqué par une forte abstention et par un record de votes blancs ou nuls. 
En Ille-et-Vilaine, Emmanuel Macron arrive en tête du premier tour avec 30,26 % des exprimés, suivi de Jean-Luc Mélenchon (19,7 %), François Fillon (19,03 %), Marine Le Pen (14,12 %) et Benoît Hamon (8,91 %). Au second tour, les électeurs ont voté à 77,67 % pour Emmanuel Macron contre 22,33 % pour Marine Le Pen avec un taux de participation de 79,61 % des inscrits.
|                                                     |                                                  | Premier tour 23 avril 2017 | Premier tour 23 avril 2017 | Second tour 7 mai 2017 | Second tour 7 mai 2017 |
|                                                     |                                                  | Nombre                     | % des inscrits             | Nombre                 | % des inscrits         |
| Inscrits                                            | Inscrits                                         | 730 142                    | 100,00                     | 730 055                | 100,00                 |
| Abstentions                                         | Abstentions                                      | 116 705                    | 15,98                      | 148 868                | 20,39                  |
| Votants                                             | Votants                                          | 613 437                    | 84,02                      | 581 187                | 79,61                  |
|                                                     |                                                  |                            | % des votants              |                        | % des votants          |
| Bulletins blancs                                    | Bulletins blancs                                 | 10 011                     | 1,63                       | 46 034                 | 7,92                   |
| Bulletins nuls                                      | Bulletins nuls                                   | 4 085                      | 0,67                       | 15 864                 | 2,73                   |
| Suffrages exprimés                                  | Suffrages exprimés                               | 599 341                    | 97,70                      | 519 289                | 89,35                  |
|                                                     |                                                  |                            |                            |                        |                        |
| Candidat Parti politique                            | Candidat Parti politique                         | Voix                       | % des exprimés             | Voix                   | % des exprimés         |
|                                                     | Emmanuel Macron En marche !                      | 181 373                    | 30,26                      | 403 347                | 77,67                  |
|                                                     | Jean-Luc Mélenchon La France insoumise           | 118 096                    | 19,70                      |                        |                        |
|                                                     | François Fillon Les Républicains                 | 114 034                    | 19,03                      |                        |                        |
|                                                     | Marine Le Pen Front national                     | 84 648                     | 14,12                      | 115 942                | 22,33                  |
|                                                     | Benoît Hamon Parti socialiste                    | 53 418                     | 8,91                       |                        |                        |
|                                                     | Nicolas Dupont-Aignan Debout la France           | 26 822                     | 4,48                       |                        |                        |
|                                                     | Philippe Poutou Nouveau Parti anticapitaliste    | 7 065                      | 1,18                       |                        |                        |
|                                                     | Jean Lassalle Résistons                          | 4 531                      | 0,76                       |                        |                        |
|                                                     | Nathalie Arthaud Lutte ouvrière                  | 4 339                      | 0,72                       |                        |                        |
|                                                     | François Asselineau Union populaire républicaine | 3 994                      | 0,67                       |                        |                        |
|                                                     | Jacques Cheminade Solidarité et progrès          | 1 021                      | 0,17                       |                        |                        |
| Source : Ministère de l'Intérieur - Ille-et-Vilaine |                                                  |                            |                            |                        |                        |

### 2012
Hollande, désigné par le PS à la suite d'une primaire ouverte, devance Sarkozy dès le premier tour de l'élection présidentielle de 2012 : c'est la première fois qu'un président sortant est ainsi devancé. Au second tour, Sarkozy est battu mais par un écart plus faible qu'attendu.
En Ille-et-Vilaine, François Hollande arrive en tête du premier tour avec 31,77 % des exprimés, suivi de Nicolas Sarkozy (26,02 %), Marine Le Pen (12,39 %), François Bayrou (12,35 %) et Jean-Luc Mélenchon (10,35 %). Au second tour, les électeurs ont voté à 55,71 % pour François Hollande contre 44,29 % pour Nicolas Sarkozy avec un taux de participation de 84,43 % des inscrits.
|                                                     | Eva Joly Europe Écologie Les Verts                | 18 367  | 3,17   |         |        |
|                                                     | Marine Le Pen Front national                      | 71 727  | 12,39  |         |        |
|                                                     | Nicolas Sarkozy Union pour un mouvement populaire | 150 685 | 26,02  | 247 127 | 44,29  |
|                                                     | Jean-Luc Mélenchon Front de gauche                | 59 901  | 10,35  |         |        |
|                                                     | Philippe Poutou Nouveau Parti anticapitaliste     | 7 066   | 1,22   |         |        |
|                                                     | Nathalie Arthaud Lutte ouvrière                   | 3 876   | 0,67   |         |        |
|                                                     | Jacques Cheminade Solidarité et progrès           | 1 377   | 0,24   |         |        |
|                                                     | François Bayrou Mouvement démocrate               | 71 491  | 12,35  |         |        |
|                                                     | Nicolas Dupont-Aignan Debout la République        | 10 601  | 1,83   |         |        |
|                                                     | François Hollande Parti socialiste                | 183 935 | 31,77  | 310 905 | 55,71  |
|                                                     |                                                   |         |        |         |        |
| Inscrits                                            | Inscrits                                          | 697 043 | 100,00 | 697 094 | 100,00 |
| Abstentions                                         | Abstentions                                       | 106 972 | 15,35  | 110 520 | 15,57  |
| Votants                                             | Votants                                           | 590 071 | 84,65  | 588 574 | 84,43  |
| Blancs et nuls                                      | Blancs et nuls                                    | 11 045  | 1,87   | 30 542  | 5,19   |
| Exprimés                                            | Exprimés                                          | 579 026 | 98,13  | 558 032 | 94,81  |
| Source : Ministère de l'Intérieur - Ille-et-Vilaine |                                                   |         |        |         |        |

### 2007
Au premier tour de l'élection présidentielle de 2007, Sarkozy réussit à capter une partie des voix de Le Pen et arrive largement en tête. Royal est la première femme qualifiée pour le second tour d'une élection présidentielle. Elle est battue avec une avance de 6 points.
En Ille-et-Vilaine, Ségolène Royal arrive en tête du premier tour avec 28,22 % des exprimés, suivie de Nicolas Sarkozy (28,13 %), François Bayrou (23,81 %), Jean-Marie Le Pen (6,23 %) et Olivier Besancenot (4,5 %). Au second tour, les électeurs ont voté à 47,61 % pour Nicolas Sarkozy contre 52,39 % pour Ségolène Royal avec un taux de participation de 87,46 % des inscrits.
|                                                     | François Bayrou Union pour la démocratie française   | 137 432 | 23,81  |         |        |
|                                                     | Olivier Besancenot Ligue communiste révolutionnaire  | 25 968  | 4,50   |         |        |
|                                                     | José Bové Sans étiquette                             | 7 582   | 1,31   |         |        |
|                                                     | Marie-George Buffet Gauche populaire et antilibérale | 5 980   | 1,04   |         |        |
|                                                     | Arlette Laguiller Lutte ouvrière                     | 7 398   | 1,28   |         |        |
|                                                     | Jean-Marie Le Pen Front national                     | 35 974  | 6,23   |         |        |
|                                                     | Frédéric Nihous Chasse, pêche, nature et traditions  | 5 442   | 0,94   |         |        |
|                                                     | Ségolène Royal Parti socialiste                      | 162 903 | 28,22  | 292 606 | 52,39  |
|                                                     | Nicolas Sarkozy Union pour un mouvement populaire    | 162 372 | 28,13  | 265 929 | 47,61  |
|                                                     | Gérard Schivardi Parti des travailleurs              | 1 319   | 0,23   |         |        |
|                                                     | Philippe de Villiers Mouvement pour la France        | 12 793  | 2,22   |         |        |
|                                                     | Dominique Voynet Les Verts                           | 12 073  | 2,09   |         |        |
|                                                     |                                                      |         |        |         |        |
| Inscrits                                            | Inscrits                                             | 665 646 | 100,00 | 665 677 | 100,00 |
| Abstentions                                         | Abstentions                                          | 80 991  | 12,17  | 83 475  | 12,54  |
| Votants                                             | Votants                                              | 584 655 | 87,83  | 582 202 | 87,46  |
| Blancs ou nuls                                      | Blancs ou nuls                                       | 7 419   | 1,27   | 23 667  | 4,07   |
| Exprimés                                            | Exprimés                                             | 577 236 | 98,73  | 558 535 | 95,93  |
| Source : Ministère de l'Intérieur - Ille-et-Vilaine |                                                      |         |        |         |        |

### 2002
Après cinq années de cohabitation, un duel est attendu entre Chirac et le Premier ministre Jospin lors de l'élection présidentielle de 2002, mais, à la surprise générale, ce dernier est devancé par Le Pen au premier tour. Au second tour, Chirac bénéficie du ralliement de la gauche et reçoit un score sans précédent. Il s'agit de la première élection pour un mandat de cinq ans et non plus sept.
En Ille-et-Vilaine, Jacques  Chirac arrive en tête du premier tour avec 21,32 % des exprimés, suivi de Lionel  Jospin (17,81 %), Jean-Marie  Le Pen (10,46 %), François Bayrou (7,87 %) et Noel  Mamere (7,06 %). Au second tour, les électeurs ont voté à 89,82 % pour Jacques  Chirac contre 10,18 % pour Jean-Marie  Le Pen avec un taux de participation de 82,97 % des inscrits.
|                                           | Bruno Mégret Mouvement national républicain          | 5 047   | 1,14   |         |        |
|                                           | Corinne Lepage Cap21                                 | 10 878  | 2,45   |         |        |
|                                           | Daniel Gluckstein Parti des travailleurs             | 2 253   | 0,51   |         |        |
|                                           | François Bayrou Union pour la démocratie française   | 34 958  | 7,87   |         |        |
|                                           | Jacques Chirac Rassemblement pour la République      | 94 703  | 21,32  | 439 600 | 89,82  |
|                                           | Jean-Marie Le Pen Front national                     | 46 449  | 10,46  | 49 849  | 10,18  |
|                                           | Christiane Taubira Parti radical de gauche           | 11 137  | 2,51   |         |        |
|                                           | Jean Saint-Josse Chasse, pêche, nature et traditions | 15 251  | 3,43   |         |        |
|                                           | Noël Mamère Les Verts                                | 31 346  | 7,06   |         |        |
|                                           | Lionel Jospin Parti socialiste                       | 79 142  | 17,81  |         |        |
|                                           | Christine Boutin Forum des républicains sociaux      | 7 112   | 1,60   |         |        |
|                                           | Robert Hue Parti communiste français                 | 9 373   | 2,11   |         |        |
|                                           | Jean-Pierre Chevènement Mouvement des citoyens       | 20 231  | 4,55   |         |        |
|                                           | Alain Madelin Démocratie libérale                    | 22 559  | 5,08   |         |        |
|                                           | Arlette Laguiller Lutte ouvrière                     | 29 955  | 6,74   |         |        |
|                                           | Olivier Besancenot Ligue communiste révolutionnaire  | 23 863  | 5,37   |         |        |
|                                           |                                                      |         |        |         |        |
| Inscrits                                  | Inscrits                                             | 618 329 | 100,00 | 618 255 | 100,00 |
| Abstentions                               | Abstentions                                          | 158 264 | 25,60  | 105 302 | 17,03  |
| Votants                                   | Votants                                              | 460 065 | 74,40  | 512 953 | 82,97  |
| Blancs ou nuls                            | Blancs ou nuls                                       | 15 808  | 3,44   | 23 504  | 4,58   |
| Exprimés                                  | Exprimés                                             | 444 257 | 96,56  | 489 449 | 95,42  |
| Source : Politiquemania - Ille-et-Vilaine |                                                      |         |        |         |        |

### 1995
Après une nouvelle cohabitation et alors que la droite est particulièrement divisée entre Chirac et le Premier ministre Balladur, Jospin réussit à arriver en tête au premier tour de l'élection présidentielle de 1995, malgré la très lourde défaite de la gauche aux législatives de 1993. Au second tour, il est battu par Chirac.
En Ille-et-Vilaine, Lionel Jospin arrive en tête du premier tour avec 25,64 % des exprimés, suivi d'Édouard Balladur (22,47 %), Jacques Chirac (21,04 %), Jean-Marie Le Pen (8,98 %) et Arlette Laguiller (6,52 %). Au second tour, les électeurs ont voté à 51,19 % pour Jacques Chirac contre 48,81 % pour Lionel Jospin avec un taux de participation de 81,53 % des inscrits.
|                                           | Philippe de Villiers Mouvement pour la France             | 20 762  | 4,48   |         |        |
|                                           | Jean-Marie Le Pen Front national                          | 41 594  | 8,98   |         |        |
|                                           | Jacques Chirac Rassemblement pour la République           | 97 480  | 21,04  | 231 929 | 51,19  |
|                                           | Arlette Laguiller Lutte ouvrière                          | 30 188  | 6,52   |         |        |
|                                           | Jacques Cheminade Fédération pour une nouvelle solidarité | 1 150   | 0,25   |         |        |
|                                           | Lionel Jospin Parti socialiste                            | 118 780 | 25,64  | 221 177 | 48,81  |
|                                           | Dominique Voynet Les Verts                                | 20 062  | 4,33   |         |        |
|                                           | Édouard Balladur Rassemblement pour la République diss.   | 104 104 | 22,47  |         |        |
|                                           | Robert Hue Parti communiste français                      | 29 204  | 6,30   |         |        |
|                                           |                                                           |         |        |         |        |
| Inscrits                                  | Inscrits                                                  | 581 428 | 100,00 | 581 508 | 100,00 |
| Abstentions                               | Abstentions                                               | 104 521 | 17,98  | 107 421 | 18,47  |
| Votants                                   | Votants                                                   | 476 907 | 82,02  | 474 087 | 81,53  |
| Blancs ou nuls                            | Blancs ou nuls                                            | 13 583  | 2,85   | 20 981  | 4,43   |
| Exprimés                                  | Exprimés                                                  | 463 324 | 97,15  | 453 106 | 95,57  |
| Source : Politiquemania - Ille-et-Vilaine |                                                           |         |        |         |        |

### 1988
Après deux ans de cohabitation, Mitterrand affronte le Premier ministre Chirac lors de l'élection présidentielle de 1988. Le Pen obtient au premier tour un score jusque-là sans précédent pour un parti d'extrême droite. Au second tour, Mitterrand est facilement réélu.
En Ille-et-Vilaine, François Mitterrand arrive en tête du premier tour avec 37,61 % des exprimés, suivi de Jacques Chirac (20,95 %), Raymond Barre (20,4 %), Jean-Marie Le Pen (8,64 %) et Antoine Waechter (4,41 %). Au second tour, les électeurs ont voté à 54,22 % pour François Mitterrand contre 45,78 % pour Jacques Chirac avec un taux de participation de 86,1 % des inscrits.
|                                           | Raymond Barre Union pour la démocratie française        | 88 213  | 20,40  |         |        |
|                                           | Pierre Juquin Communiste rénovateur                     | 9 260   | 2,14   |         |        |
|                                           | Jean-Marie Le Pen Front national                        | 37 341  | 8,64   |         |        |
|                                           | Jacques Chirac Rassemblement pour la République         | 90 568  | 20,95  | 203 473 | 45,78  |
|                                           | François Mitterrand Parti socialiste                    | 162 633 | 37,61  | 240 984 | 54,22  |
|                                           | Pierre Boussel Mouvement pour un parti des travailleurs | 1 801   | 0,42   |         |        |
|                                           | Antoine Waechter Les Verts                              | 19 071  | 4,41   |         |        |
|                                           | Arlette Laguiller Lutte ouvrière                        | 11 236  | 2,60   |         |        |
|                                           | André Lajoinie Parti communiste français                | 12 278  | 2,84   |         |        |
|                                           |                                                         |         |        |         |        |
| Inscrits                                  | Inscrits                                                | 531 440 | 100,00 | 531 313 | 100,00 |
| Abstentions                               | Abstentions                                             | 90 532  | 17,04  | 73 832  | 13,90  |
| Votants                                   | Votants                                                 | 440 908 | 82,96  | 457 481 | 86,10  |
| Blancs ou nuls                            | Blancs ou nuls                                          | 8 507   | 1,93   | 13 024  | 2,85   |
| Exprimés                                  | Exprimés                                                | 432 401 | 98,07  | 444 457 | 97,15  |
| Source : Politiquemania - Ille-et-Vilaine |                                                         |         |        |         |        |

### 1981
Lors de l'élection présidentielle de 1981, Giscard d'Estaing arrive en tête au premier tour et affronte, comme la fois précédente, Mitterrand. Pour la première fois, un président sortant est battu : Mitterrand devient le premier président de gauche de la Ve République.
En Ille-et-Vilaine, Valéry Giscard d'Estaing arrive en tête du premier tour avec 32,97 % des exprimés, suivi de François Mitterrand (25,75 %), Jacques Chirac (20,2 %), Georges Marchais (7,38 %) et Brice Lalonde (4,49 %). Au second tour, les électeurs ont voté à 61,78 % pour Valéry Giscard d'Estaing contre 45,82 % pour François Mitterrand avec un taux de participation de 87,7 % des inscrits.
|                                           | Arlette Laguiller Lutte ouvrière                   | 11 163  | 2,79   |         |        |
|                                           | Marie-France Garaud Divers droite gaulliste        | 5 153   | 1,29   |         |        |
|                                           | Michel Crépeau Mouvement des radicaux de gauche    | 7 909   | 1,97   |         |        |
|                                           | Huguette Bouchardeau Parti socialiste unifié       | 6 028   | 1,51   |         |        |
|                                           | Brice Lalonde Mouvement d'écologie politique       | 17 973  | 4,49   |         |        |
|                                           | François Mitterrand Parti socialiste               | 103 118 | 25,75  | 192 282 | 45,82  |
|                                           | Valéry Giscard d'Estaing Républicains indépendants | 132 068 | 32,97  | 227 391 | 54,18  |
|                                           | Georges Marchais Parti communiste français         | 29 541  | 7,38   |         |        |
|                                           | Michel Debré Divers droite gaulliste               | 6 644   | 1,66   |         |        |
|                                           | Jacques Chirac Rassemblement pour la République    | 80 919  | 20,20  |         |        |
|                                           |                                                    |         |        |         |        |
| Inscrits                                  | Inscrits                                           | 491 872 | 100,00 | 491 816 | 100,00 |
| Abstentions                               | Abstentions                                        | 85 636  | 17,41  | 60 491  | 12,30  |
| Votants                                   | Votants                                            | 406 236 | 82,59  | 431 325 | 87,70  |
| Blancs ou nuls                            | Blancs ou nuls                                     | 5 720   | 1,41   | 11 652  | 2,70   |
| Exprimés                                  | Exprimés                                           | 400 516 | 98,59  | 419 673 | 97,30  |
| Source : Politiquemania - Ille-et-Vilaine |                                                    |         |        |         |        |

### 1974
L'élection présidentielle de 1974 est une élection anticipée à la suite de la mort de Pompidou. Mitterrand, candidat unique de la gauche, est largement en tête au premier tour devant Giscard d'Estaing, qui distance lui-même Chaban-Delmas. Au terme d'une campagne animée, marquée par un débat télévisé tendu, Giscard d'Estaing l'emporte avec une très courte avance.
En Ille-et-Vilaine, Valéry Giscard d'Estaing arrive en tête du premier tour avec 43,5 % des exprimés, suivi de François Mitterrand (33,26 %), Jacques Chaban-Delmas (14,52 %), Jean Royer (3,45 %) et Arlette Laguiller (2,38 %). Au second tour, les électeurs ont voté à 61,78 % pour Valéry Giscard d'Estaing contre 38,22 % pour François Mitterrand avec un taux de participation de 88,11 % des inscrits.
|                                           | Jacques Chaban-Delmas Union des démocrates pour la République | 50 558  | 14,52  |         |        |
|                                           | René Dumont Écologiste                                        | 4 323   | 1,24   |         |        |
|                                           | Valéry Giscard d'Estaing Républicains indépendants            | 151 470 | 43,50  | 220 934 | 61,78  |
|                                           | Guy Héraud Fédéraliste européen                               | 259     | 0,07   |         |        |
|                                           | Alain Krivine Ligue communiste révolutionnaire                | 786     | 0,23   |         |        |
|                                           | Arlette Laguiller Lutte ouvrière                              | 8 295   | 2,38   |         |        |
|                                           | Jean-Marie Le Pen Front national                              | 2 228   | 0,64   |         |        |
|                                           | François Mitterrand Parti socialiste                          | 115 790 | 33,26  | 136 705 | 38,22  |
|                                           | Émile Muller Mouvement démocrate-socialiste de France         | 1 500   | 0,43   |         |        |
|                                           | Bertrand Renouvin Nouvelle Action royaliste                   | 462     | 0,13   |         |        |
|                                           | Jean Royer Divers droite                                      | 12 029  | 3,45   |         |        |
|                                           | Jean-Claude Sebag Mouvement fédéraliste européen              | 485     | 0,14   |         |        |
|                                           |                                                               |         |        |         |        |
| Inscrits                                  | Inscrits                                                      | 410 454 | 100,00 | 410 427 | 100,00 |
| Abstentions                               | Abstentions                                                   | 59 341  | 14,46  | 48 788  | 11,89  |
| Votants                                   | Votants                                                       | 351 113 | 85,54  | 361 639 | 88,11  |
| Blancs ou nuls                            | Blancs ou nuls                                                | 2 928   | 0,83   | 4 000   | 1,11   |
| Exprimés                                  | Exprimés                                                      | 348 185 | 99,17  | 357 639 | 98,89  |
| Source : Politiquemania - Ille-et-Vilaine |                                                               |         |        |         |        |

### 1969
L'élection présidentielle de 1969 est une élection anticipée à la suite de la démission de De Gaulle. La gauche se lance désunie dans la course et, bien que Duclos (PCF) manque de le devancer, c'est le président par intérim Poher qui accède au second tour face à l'ex-Premier ministre Pompidou. Alors que Duclos refuse d'appeler à voter au second tour pour « bonnet blanc ou blanc bonnet », Pompidou est finalement largement élu.
En Ille-et-Vilaine, Georges Pompidou arrive en tête du premier tour avec 52,53 % des exprimés, suivi de Alain Poher (26,49 %), Jacques Duclos (11,9 %), Gaston Defferre (3,83 %) et Michel Rocard (3,27 %). Au second tour, les électeurs ont voté à 62,4 % pour Georges Pompidou contre 37,6 % pour Alain Poher avec un taux de participation de 74,42 % des inscrits.
|                                           | Gaston Defferre Section française de l'Internationale ouvrière | 11 838  | 3,83   |         |        |
|                                           | Louis Ducatel Radical-socialiste indépendant                   | 3 686   | 1,19   |         |        |
|                                           | Jacques Duclos Parti communiste français                       | 36 813  | 11,90  |         |        |
|                                           | Alain Krivine Ligue communiste                                 | 2 463   | 0,80   |         |        |
|                                           | Alain Poher Centre démocrate                                   | 81 948  | 26,49  | 105 681 | 37,60  |
|                                           | Georges Pompidou Union pour la défense de la République        | 162 518 | 52,53  | 175 415 | 62,40  |
|                                           | Michel Rocard Parti socialiste unifié                          | 10 112  | 3,27   |         |        |
|                                           |                                                                |         |        |         |        |
| Inscrits                                  | Inscrits                                                       | 392 368 | 100,00 | 392 219 | 100,00 |
| Abstentions                               | Abstentions                                                    | 79 158  | 20,17  | 100 328 | 25,58  |
| Votants                                   | Votants                                                        | 313 210 | 79,83  | 291 891 | 74,42  |
| Blancs ou nuls                            | Blancs ou nuls                                                 | 3 832   | 1,22   | 10 795  | 3,70   |
| Exprimés                                  | Exprimés                                                       | 309 378 | 98,78  | 281 096 | 96,30  |
| Source : Politiquemania - Ille-et-Vilaine |                                                                |         |        |         |        |

### 1965
L'élection présidentielle de 1965 est la première élection au suffrage universel direct à la suite du référendum d'octobre 1962. De Gaulle est mis en ballottage, à la surprise générale, par Mitterrand, candidat unique de la gauche. La campagne du second tour est axée sur l'Europe et les relations internationales ainsi que sur l'armement nucléaire. De Gaulle est finalement réélu avec une large avance.
En Ille-et-Vilaine, Charles de Gaulle arrive en tête du premier tour avec 52,25 % des exprimés, suivi de François Mitterrand (20,8 %), Jean Lecanuet (20,37 %), Jean-Louis Tixier-Vignancour (3,6 %) et Pierre Marcilhacy (2 %). Au second tour, les électeurs ont voté à 67,62 % pour Charles de Gaulle contre 32,38 % pour François Mitterrand avec un taux de participation de 84,6 % des inscrits.
|                                           | Marcel Barbu Divers gauche                                    | 3 164   | 0,98   |         |        |
|                                           | Charles de Gaulle Union pour la nouvelle République           | 168 730 | 52,25  | 212 296 | 67,62  |
|                                           | Jean Lecanuet Mouvement républicain populaire                 | 65 763  | 20,37  |         |        |
|                                           | Pierre Marcilhacy Parti libéral européen                      | 6 470   | 2,00   |         |        |
|                                           | François Mitterrand Convention des institutions républicaines | 67 156  | 20,80  | 101 651 | 32,38  |
|                                           | Jean-Louis Tixier-Vignancour Comités Tixier-Vignancour        | 11 623  | 3,60   |         |        |
|                                           |                                                               |         |        |         |        |
| Inscrits                                  | Inscrits                                                      | 381 833 | 100,00 | 381 665 | 100,00 |
| Abstentions                               | Abstentions                                                   | 56 017  | 14,67  | 58 778  | 15,40  |
| Votants                                   | Votants                                                       | 325 816 | 85,33  | 322 887 | 84,60  |
| Blancs ou nuls                            | Blancs ou nuls                                                | 2 910   | 0,89   | 8 940   | 2,77   |
| Exprimés                                  | Exprimés                                                      | 322 906 | 99,11  | 313 947 | 97,23  |
| Source : Politiquemania - Ille-et-Vilaine |                                                               |         |        |         |        |